# Non per soldi... ma per amore
Non per soldi... ma per amore (Say Anything...) è una commedia romantica uscita nel 1989 e diretta da Cameron Crowe. Nel 2002 Entertainment Weekly lo ha premiato come la miglior commedia romantica moderna; la stessa rivista lo ha messo anche all'undicesima posizione tra i migliori 50 Highschool Movie di sempre.

## Trama
Seattle: Lloyd Dobler è un aspirante kickboxer e un mediocre studente, al contrario di Diane Court, che ha appena vinto una borsa di studio per l'Inghilterra e che sa cosa vuole dalla vita. Ma se le ambizioni di Diane sono concrete nel futuro, è nel presente che la ragazza non vive: accettando di uscire con Lloyd, scoprirà il mondo oltre i libri e soprattutto il lato romantico del ragazzo. Tuttavia la cattiva opinione che il padre di Diane nutre nei confronti di Lloyd, le indagini da parte del fisco sulla famiglia Court e l'imminente partenza per l'Inghilterra faranno vacillare il rapporto tra i due ragazzi.

## Produzione

### Cast
Nel cast sono presenti Joan Cusack, sorella di John Cusack, e Lili Taylor: entrambe reciteranno di nuovo insieme con John Cusack in Alta fedeltà.

### Colonna sonora
La canzone in sottofondo nella scena in cui Lloyd e Diane fanno l'amore è In your eyes di Peter Gabriel.

## Riconoscimenti
- 1989 - Chicago Film Critics Association Award
  - Attore più promettente a John Cusack